# State of Happiness
State of Happiness (en norvégien Lykkeland) est une série télévisée norvégienne en deux saisons de huit épisodes, qui raconte la découverte, en 1969, du premier champ pétrolier en mer du Nord et le boom pétrolier qui s'ensuit à Stavanger, jusqu'alors petite ville de pêcheurs désindustrialisée de la côte sud de la Norvège.
La première saison est diffusée en Norvège en 2018 sur la chaîne publique NRK1, puis dans plusieurs autres pays européens dont la Suède et la Finlande. En France, la première saison est mise en ligne à partir du 6 mai 2022 sur Arte.tv.
La série remporte le prix du meilleur scénario et celui de la meilleure musique au festival Canneséries 2018.

## Synopsis
La série relate le destin de quatre jeunes gens lors de l'entrée de la Norvège dans l'ère du pétrole au début des années 1970, avec la découverte des premiers gisements pétroliers en mer du Nord. La petite ville côtière de Stavanger et ses habitants vont alors connaitre des bouleversements majeurs, passant d'une économie limitée à la pêche et l'agriculture à un boom pétrolier qui voit en quelques années la création d'une forte industrie pétrolière. Les aspects sociaux et politiques sont également abordés, notamment au travers du personnage de Arne Rettedal, maire de la ville, qui facilite l'installation des compagnies pétrolières américaines tout en garantissant la gestion des retombées financières par l'Etat norvégien.

## Saisons
La première saison se déroule de 1969 à 1972, alors que la deuxième saison commence cinq ans plus tard pour se dérouler de 1977 à 1980. Le producteur Synnøve Hørsdal annonce lors du lancement en 2018 espérer faire au total cinq saisons, amenant ainsi la série jusqu'à l'« industrie pétrolière actuelle ».
La première saison est diffusée en Norvège sur la chaîne publique NRK1, du 28 octobre au 16 décembre 2018, en Suède sur le service public SVT, pendant l'été 2019, en Finlande en 2019, et en France sur le site de la chaîne franco-allemande Arte à partir du 6 mai 2022.
La deuxième saison est diffusée en Norvège sur NRK à partir du 2 janvier 2022 et en Suède sur SVT à partir du 16 janvier 2022.

## Accueil et critiques
Lors de la diffusion de la première saison, la série est la plus chère de l'histoire de la télévision norvégienne. De fait, la qualité des reconstitutions et les costumes est acclamée. La série remporte deux prix à Cannes en 2018, pour sa bande son axée sur le rock des années 1960 et 1970, ainsi que pour le scénario original, qui reste dans l'ensemble assez fidèle à la réalité historique, avec un « bon équilibre entre les faits et la fiction »,.
Les critiques norvégiennes saluent de voir enfin porté à l'écran un tournant majeur de l'histoire de leur pays. La diffusion du premier épisode sur NRK1 voit une bonne audience de 629 000 personnes.

## Fiche technique
- Titre original : Lykkeland
- Titre français : State of Happiness
- Réalisation : Pål Jackman, Petter Næss
- Scénario : Mette Marit Bølstad
- Photographie :
- Montage :
- Musique :
- Pays d'origine : Norvège
- Langue originale : norvégien, anglais
- Format : couleur
- Genre : drame, historique
- Durée : 45 minutes
- Dates de sortie :
  - Norvège : 2018

## Distribution

### Acteurs principaux
- Bart Edwards (en) : Jonathan Kay
- Anne Regine Ellingsæter (no) : Anna Hellevik
- Amund Harboe : Christian Nyman
- Vegar Hoel (no) : Arne Rettedal
- Per Kjerstad (no) : Fredrik Nyman
- Mads Sjøgård Pettersen (no) : Martin Lekanger
- Pia Tjelta (no) : Ingrid Nyman
- Malene Wadel : Toril Torstensen

### Acteurs récurrents
- Adam Fergus : Ed Crump (6 épisodes)
- Roar Kjølv Jenssen (no) : Leif Larsen (6 épisodes)
- Marit Synnøve Berg (no) : Bergljot (5 épisodes)
- Sigve Bøe (no) : Hardon Hellevik (5 épisodes)
- Ingrid Jørgensen Dragland (no) : Oddfrid Hellevik (5 épisodes)
- Mats Eldøen (no) : Gunnar Sandvik (5 épisodes)
- David Menkin (no) : Jackson (5 épisodes)
- Anastasios Soulis (sv) : Frank Lawson (5 épisodes)
- Max Fowler : Damon (4 épisodes)
- Laila Goody (no) : Randi Torstensen (4 épisodes)
- Glenn Andre Kaada : Gert (4 épisodes)
- Craig Narveson : Louis Shore (4 épisodes)
- Gerald Pettersen (no) : Ulriksen (4 épisodes)
- Espen Sandvik (no) : Arve Johnsen (4 épisodes)
- Christina Askeland : Margit (3 épisodes)
- Ole Christoffer Ertvaag (no) : Rein Hellevik (3 épisodes)
- Kim Atle Hansen : Bengt Hamre (3 épisodes)
- Nikolai Holmen : Svend Hellevik (3 épisodes)
- Tiril Pharo : Unni (3 épisodes)
- Marianne Stormoen : Susanne (3 épisodes)
- Nina Ellen Ødegård : Gerd (3 épisodes)
- Dean Clark : Preacher (2 épisodes)
- Edmund Dehn : Mr Hastings (2 épisodes)
- Tony Elmquist : Carson (2 épisodes)
- Johannes Joner (no) : Torolf Smedvig (2 épisodes)
- Jonathan Thomas Cassidy : Man in Manchester (1 épisode)
- Truus de Boer : Girlfriend (1 épisode)
- Eystein Enoksen : Forstander (1 épisode)
- Torolf Nordbø : Julius Berg (1 épisode)
- Kai Kolstad Rødseth : Geir (1 épisode)
- Eivin Nilsen Salthe : Kommunalpolitiker (1 épisode)
- Christopher Sivertsen : Marius Torstensen (1 épisode)

## Épisodes
Première saison
1. Skattejakt
2. Røykeforbud
3. Sommerhuset
4. 69 meters dyp
5. Dirdal valley
6. Håp og svindel
7. Fest på Esso Motor Hotel
8. Oljebyen

Seconde saison
1. Høyt produksjonstempo
2. Brønndreperne
3. Grådighetens stygge ansikt
4. 320 meters dyp
5. Fred og krig
6. 30 dollars a barrel
7. Mayday
8. 123